# Conceyu Bable
Conceyu Bable va ser una associació asturiana que tenia com a objectiu la recuperació i dignificació de l'asturià.

## Origen
En els darrers anys del règim franquista, va sorgir una nova generació d'autors asturians que intentava superar l'ús tradicional de la llengua asturiana en composicions ruralizants i locals (moltes vegades es componien per a les festes de les localitats en el dialecte local). Aquesta nova generació pretenia dotar a l'asturià d'una literatura moderna, pròxima als corrents literaris imperants a Espanya i Europa, al mateix temps que pretenien demostrar la idoneïtat de la llengua per a qualsevol ús social o literari. En 1969 José León Delestal va fundar l'associació Amigos del Bable, que fou un primer intent de recuperació de la llengua, i que es va centrar sobretot en l'edició de discs en asturià, organitzant al novembre de 1973 l'Asamblea Regional del Bable, presidida per Emilio Alarcos Llorach. S'hi van posar els pilars del que seria el surdimientu i una part dels participants en ella van decidir constituir un col·lectiu centrat en la recuperació de la llengua i que, a diferència dels Amics del Bable, fes ús escrit i parlat de l'asturià.

## Història
El 16 de novembre de 1974 va aparèixer en el nombre 284 de la revista Asturias Semanal la secció Conceyu Bable, que donaria nom a l'associació (legalitzada el juny de 1976), en la qual escrivien en asturià, entre d'altres, Xosé Lluis García Arias, Xuan Xosé Sánchez Vicente i Lluis Xabel Álvarez. Ells van ser els veritables creadors de la prosa en asturià, responsables del ressorgiment d'un grup d'escriptors que van trencar amb els models literaris reservats a l'asturià fins llavors, i de l'aparició d'una indústria cultural pròpia, amb la publicació de llibres, discos i articles en revistes i periòdics en asturià.
Conceyu Bable va assentar les bases de l'actual norma culta de l'asturià basada en l'asturià central, per ser el que tenia més parlants i el més usat pels escriptors, i a partir de 1975 van organitzar cursos d'asturià a concejos del centre d'Astúries. En 1976, membres de l'associació van publicar la primera gramàtica moderna de la llengua, «Gramàtica bable». El 22 de juny de 1976 va convocar una manifestació a Gijón per a sol·licitar la presència de l'asturià en l'escola. El lema de la convocatòria, bable nes escueles, es va fer un molt conegut en aquella època. A la manifestació es va sumar la Coordinació Democràtica d'Astúries que englobava als partits democràtics i va comptar amb la participació d'unes 5.000 persones. Després de la seva legalització Conceyu Bable va celebrar un congrés, en el qual es va triar a Xosé Lluis García Arias president. A poc a poc l'associació es va moure cap a posicions nacionalistes, sobretot quan participà en la formació del Conceyu Nacionalista Astur, i a partir de 1980 va perdre tota la seva influència amb l'aparició de la Academia de la Llingua Asturiana.